# Katie Silberman
Katie Silberman es una guionista y productora de cine estadounidense. Es más conocida por escribir los guiones de Set It Up (2018), Booksmart (2019) y Don't Worry Darling (2022).

## Carrera
Silberman obtuvo su BA de Dartmouth College y su título de la Escuela de Artes de la Universidad de Columbia.
Silberman escribió el guion y se desempeñó como coproductora de la película de comedia romántica Set It Up, estrenada en junio de 2018 por Netflix. Silberman coescribió Isn't It Romantic junto a Dana Fox y Erin Cardillo, dirigida por Todd Strauss-Schulson.
En la primavera de 2018, se contrató a Silberman para revisar el guion de Booksmart y actualizar la historia; los borradores anteriores habían sido escritos por Emily Halpern, Sarah Haskins y Susanna Fogel. Dirigida por Olivia Wilde, la película se estrenó en 2019. Silberman, quien también se desempeñó como productora de la película, exploró nuevos conceptos. Recibió una nominación al Premio BAFTA al Mejor Guion Original por la película.
Silberman escribió un borrador de la película de 2021 Tom & Jerry.
Silberman escribió y produjo Don't Worry Darling, una película de suspenso psicológico de 2022, también dirigida por Wilde. Ella escribirá y producirá Most Dangerous Game para Netflix, y una película de comedia navideña sin título dirigida por Wilde para Universal Pictures.

## Filmografía
- Set It Up (2018)
- ¿No es romántico ? (2019) - con Erin Cardillo y Dana Fox
- Booksmart (2019) - con Emily Halpern, Sarah Haskins y Susanna Fogel
- Don't Worry Darling (2022) - con Carey Van Dyke y Shane Van Dyke
- Spider-Woman (TBA) - con Olivia Wilde[16]